# Spac ù mazz
Spacc 'u mazz (o Spacca il mazzo) è un gioco di carte italiano. Si può giocare da un minimo di due partecipanti ad un massimo di quattro.

## Svolgimento del gioco
Lo svolgimento del gioco è abbastanza semplice. Si usano due tradizionali mazzi da 52 carte (più i due Jolly). Tolti dal primo di essi proprio questi ultimi, il mazziere dà 5 carte in mano e 3 scoperte ai partecipanti. Successivamente, dopo aver rimesso nel mazzo i due Jolly e mischiato bene, consegna a ciascuno altre 3 carte coperte. Come ultima cosa gira nel tavolo un'altra carta dal mazzo che sarà la carta "di partenza" della partita (tale carta non può essere però né un Jolly, né un 10).
Lo scopo del gioco è eliminare, più rapidamente rispetto agli avversari, tutte le carte che si hanno in possesso. Per fare ciò e vincere ci sono delle regole particolari:
- Tenendo conto della carta "di partenza", bisogna buttare una o più carte di valore gerarchico pari o superiore al precedente. In caso contrario, il giocatore si prenderà in mano l'intero mazzetto accumulatosi per terra fino ad allora.
- Se si hanno in mano più carte uguali o una uguale ad un'altra scoperta esse possono essere eliminate contemporaneamente (e quindi non una alla volta). Tuttavia, questo non è assolutamente obbligatorio farlo sempre.
- Le carte coperte possono essere scartate, una alla volta e senza guardarle prima, solamente quando si sono terminate le carte in mano. Le carta scoperte possono essere buttate o quando se ne ha in mano una o più uguali o, altrimenti, quando termina il primo dei due mazzi utilizzati.
- Se un partecipante non ha in mano nessuna carta di valore gerarchico pari o superiore a quella che c'è sul tavolo, può pescare dal mazzo una carta per evitare di prendersi l'intera pila per terra.
- Non è obbligatorio buttare una carta, se la si ha, di valore gerarchico pari o superiore al precedente. Si può infatti anche decidere di prendere volontariamente in mano l'intera pila (magari perché c'è una carta che serve). Altresì, si può tranquillamente pescare una carta dal mazzo principale pure se si ha in mano una carta che sarebbe bastata ad evitare di prendere in mano l'intero mazzetto accumulatosi per terra. Naturalmente, non si può pescare dal mazzo principale se non si hanno carte in mano, ma almeno una coperta: in quel caso bisogna obbligatoriamente usare quella/e coperta/e. Inoltre, si capisce che, se non si hanno più né carte in mano né carte coperte e il mazzo principale non è terminato, bisognarà sempre e per forza pescare dal mazzo principale fino all'esaurimento di questo o all'eliminazione delle carte avanzate.
- Quando termina il mazzo principale, si passa naturalmente all'utilizzo del secondo (precedentemente preparato e formato da 52 carte).
- Ci sono alcune carte "speciali": esse sono il 2, il 10 ed i Jolly.

## Le carte "speciali": il 2 e il 10
Importanti sono le due carte speciali: il 2 ed il 10. La prima funge da carta bloccante, cioè annulla il valore della carta che c'era precedentemente sul tavolo (poi è come se si ripartisse da zero e l'altro giocatore può gettare qualsiasi carta). Il 10, invece, oltre ad avere praticamente la medesima funzione del 2, in più elimina completamente dalla partita la pila accumulatasi per terra fino ad allora.

## Le carte "speciali": i Jolly
Le altre carte assolutamente particolari sono i due Jolly. Questi ultimi possono, per forza di cose, o essere trovati fra le carte coperte o pescati durante il gioco dal mazzo principale. Orientativamente, si può dire che il Jolly nero è quello negativo, mentre quello rosso aiuta chi lo prende.
Se li si trova fra le carte coperte.
In questo caso, il Jolly rosso permette al giocatore di eliminare, a suo piacimento, un'ulteriore carta in suo possesso (coperta o scoperta). Se si trova il Jolly nero il discorso è opposto. Infatti, il giocatore deve obbligatoriamente prendersi in mano l'intero mazzetto presente per terra. Se per caso sul tavolo non ci dovessero essere carte "disponibili", allora il partecipante deve in ogni caso, come penalità, pescare una carta dal mazzo principale.
Se li si pesca durante la partita.
In questo caso, il Jolly rosso permette al giocatore di eliminare tutte le carte che ha in mano (successivamente, l'altro partecipante avrà come carta di "riferimento"/partenza la più bassa tra quelle gettate). Se tale giocatore non ha carte in mano in quel momento, il Jolly rosso permette di buttare comunque, a piacimento del fortunato, una qualsiasi altra carta in suo possesso. Se si trova il Jolly nero il discorso è diverso. Infatti, il giocatore deve obbligatoriamente prendersi in mano l'intero mazzetto accumulatosi per terra. Se per caso sul tavolo non ci dovessero essere carte "disponibili", allora il partecipante dovrà in ogni caso, come penalità, prendere in mano una carta dal mazzo principale.

## Valore delle carte
- In ordine crescente:

3-4-5-6-7-8-9-J-K-Q-A + 2-10 ("carte speciali")
Altre carte speciali:
- Jolly "nero".
- Jolly "rosso".

## Calcolo punteggio
In Spacc 'u mazz ogni carta, nel calcolo dei punti, assume un determinato valore:
| Carte   | Valore Punteggio   | Valore Punteggio in caso di "poker" |
| ------- | ------------------ | ----------------------------------- |
| 3       | 7 punti            | 14 punti                            |
| 4,5 e 6 | 6 punti (ciascuno) | 12 punti (ciascuno)                 |
| 7,8 e 9 | 5 punti (ciascuno) | 10 punti (ciascuno)                 |
| J,Q e K | 4 punti (ciascuno) | 8 punti (ciascuno)                  |
| A       | 3 punti            | 6 punti                             |
| 2       | 2 punti            | 4 punti                             |
| 10      | 1 punto            | (2 punti)                           |

Per la "chiusura" invece il calcolo dei punti è dato dalla somma dei "punti fissi" con quelli "variabili" e dipende pure dal numero dei partecipanti:
| Piazzamento         | Numero giocatori | "Punti Fissi" | "Punti Variabili" (in caso di decimali si arrotonda per eccesso)                         |
| ------------------- | ---------------- | ------------- | ---------------------------------------------------------------------------------------- |
| 1º classificato     | 2-3-4            | 25            | Totalità punti "in mano" all'avversario sconfitto o arrivato ultimo                      |
| 2º classificato     | 3-4              | 15            | Metà dei punti "in mano" all'avversario che arriva ultimo (in ogni caso, minimo 1 punto) |
| 3º classificato     | 4                | 5             | 1/3 dei punti "in mano" all'avversario che arriva ultimo (in ogni caso, minimo 1 punto)  |
| Ultimo classificato | 2-3-4            | 0             | 0                                                                                        |

Come prima cosa si può notare che, più aumenta il valore delle carte, più diminuisce il loro punteggio; questo si spiega poiché, durante il gioco, è certamente più facile eliminare le carte medie e/o alte. Prendendo poi come riferimento una partita canonica con due partecipanti, il vincitore ottiene quindi 25 punti più quelli corrispondenti alle carte in mano allo sconfitto. Per il conto di questi ultimi punti aggiuntivi, partendo dallo schema scritto inizialmente, bisogna sommare il valore di tutte le carte in mano ed eventualmente scoperte e coperte al partecipante perdente. Se però alcune di queste carte si ripetono (per due o tre volte), va preso in considerazione solamente il valore di una carta. Ciò, tuttavia, non vale se si ha uno o più "poker": in quel caso va sempre preso in considerazione solamente il valore di una carta ripetuta, ma il suo punteggio va moltiplicato per due (come indicato nella tabella). Qualsiasi sia il numero dei partecipanti, l'ultimo classificato non prenderà né perderà punti (dopo la prima partita resterà quindi fermo a 0 punti), ma manterrà il punteggio fino a quel momento accumulato.